# Qutbuddin Muhammad Shah
Qutbuddin Muhammad Shah (Urdu: قطب الدین مبارک شاہ; gestorven 1320) was de derde en laatste sultan uit de Khiljidynastie die het sultanaat Delhi regeerde. Hij was de zoon en opvolger van Alauddin Khilji.
Alauddin Khilji had bij zijn dood in 1316 een zesjarig zoontje als zijn opvolger aangewezen. Qutbuddin Muhammad, zelf 18 jaar oud, liet zijn broertje binnen twee maanden blind maken om zelf de troon te kunnen bestijgen. Hij begon zijn regering door duizenden gevangenen vrij te laten en de door zijn vader ingevoerde belastingen af te schaffen.
Historische bronnen noemen Qutbuddin Muhammad een zwakke sultan. Hij regeerde slechts vier jaar. In 1320 werd hij vermoord door Khusrau Khan, een bekeerde Hindoestaanse slaaf die als zijn belangrijkste minister fungeerde. Khusrau Khan probeerde daarop zelf sultan te worden maar werd binnen een paar maanden verslagen door Giyathuddin Tughluq, de stichter van de Tughluqdynastie.